# Oskar Frenzel

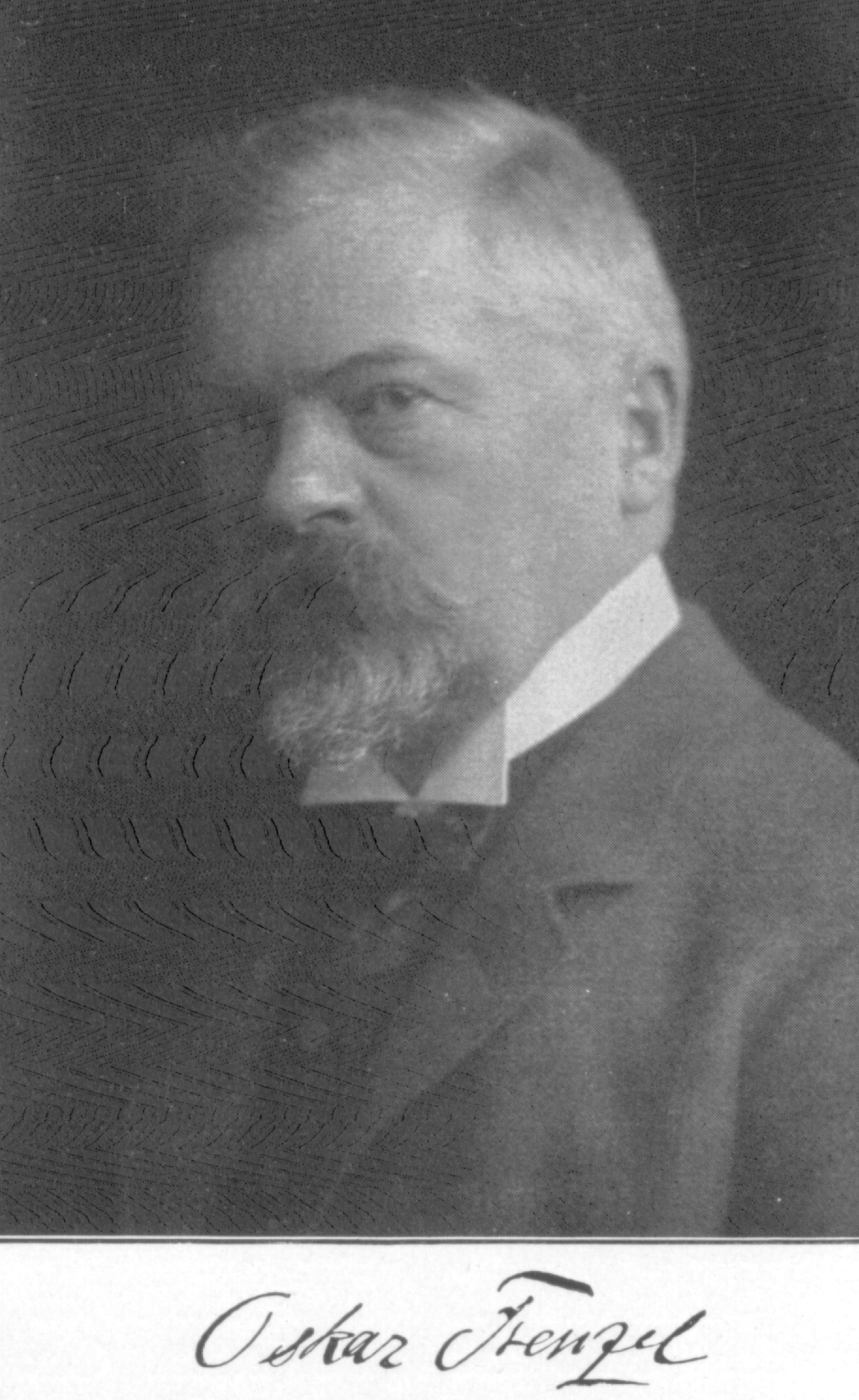
Oskar Frenzel

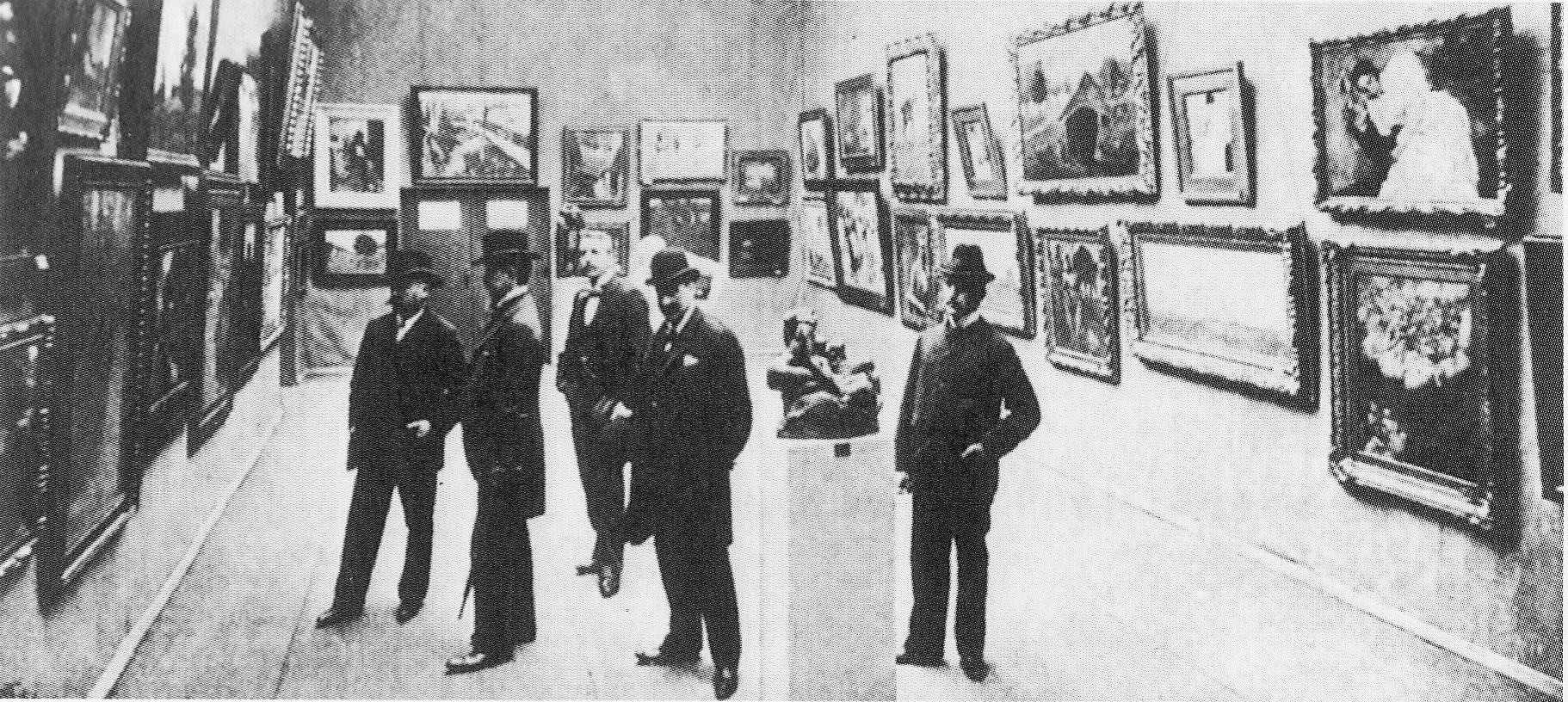
Oskar Frenzel (links im Bild) mit dem Vorstand der Berliner Secession in der II. Secessionsausstellung, Berlin 1900

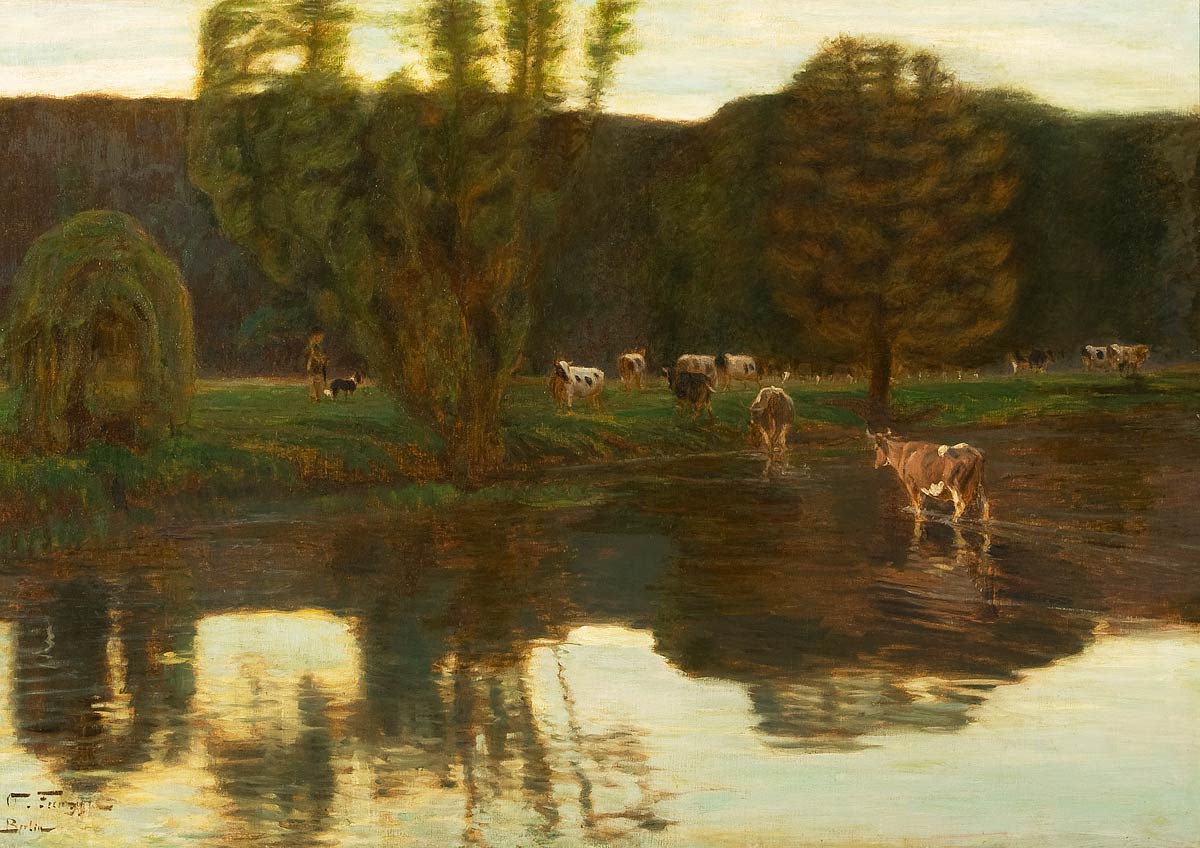
Kühe an einer Furt (ca. 1908)

Oskar Emil Richard Frenzel (* 12. November 1855 in Berlin; † 15. Mai 1915 in Charlottenburg) war ein Lithograf und Maler des Deutschen Impressionismus und ist bekannt für Darstellungen von Landschaften und Tieren, insbesondere von Kühen.

## Leben
Oskar Frenzel war ein Sohn des Werkmeisters an der Königlichen Münze Friedrich Wilhelm Frenzel. Nach dem Besuch einer Privatschule erlernte er den Beruf des Lithografen und war danach vornehmlich für die Königliche Kunstgewerbeschule und das Kunstgewerbemuseum tätig. Er bildete sich zum Tier- und Landschaftsmaler zunächst neben seiner Arbeit als Lithograf ab 1879 in den Abendklassen der Unterrichtsanstalt des Kunstgewerbemuseums Berlin. Zwischen 1884 und 1889 studierte er an der Berliner Kunstakademie Landschaftsmalerei bei Paul Meyerheim und Tiermalerei bei Eugen Bracht, 1888 bekam er ein Stipendium der Dr. Adolf Menzel-Stiftung. Mit seinem Kollegen Paul Müller-Kaempff „entdeckte“ Frenzel 1889 das Fischerdorf Ahrenshoop, in dem sich in den nachfolgenden Jahren eine Künstlerkolonie etablierte.
In Berlin wohnte er erst in der Birkenstraße 71, später in der Kleiststraße 36.
Nach ersten großen Preisen auf Ausstellungen in Berlin, wie zum Beispiel 1896 einer großen Goldmedaille auf der Internationalen Kunstausstellung, wurde Frenzel 1898 Mitbegründer der Berliner Secession und gehörte deren Vorstand an. 1900 wurden Werke von ihm auf der Weltausstellung in Paris gezeigt.
Frenzel hatte in der Secession durchgesetzt, dass zu großen Ausstellungen eigene Jurys bestimmt werden. 1902 verließ er den Vorstand und trat gemeinsam mit 15 weiteren Malern aus, darunter Otto Heinrich Engel, Max Schlichting, Franz Skarbina und Max Uth. Sie beklagten die mangelnde künstlerische Freiheit der Secession. 1904 wurde er ordentliches Mitglied der Preußischen Akademie der Künste.  Ab 1889 war er Mitglied im Verein Berliner Künstler.

## Ehrungen
- 1887: Stipendium der Menzel-Stiftung
- 1888: ehrenvolle Erwähnung, Berliner Akademie-Ausstellung
- 1891: II. Medaille der Internationalen Ausstellung Berlin
- 1893: Medaille der Weltausstellung in Chicago
- 1894: II. Medaille der Jahres-Ausstellung in München
- 1896: Große goldene Medaille, Internationale Kunst-Ausstellung Berlin
- 1907: Roter Adlerorden 4. Klasse
- 1910: Große goldene Staats-Medaille[2]

## Werke (Auswahl)
- Viehherde in den Ostsee – Dünen, 1893 Nationalgalerie in Berlin (Nr. 656), verschollen
- Wolkenschatten, Öl auf Leinwand 60 × 80, 1908, Österreichische Galerie Belvedere[7]
- Moorige Weide, Öl auf Leinwand 74 × 100 cm, Nationalgalerie Berlin, angekauft 1915[8]
- Über Stoppelfelder, um 1907, Neue Pinakothek München
- Favoritin, Neue Pinakothek München
- Stier am Wasser, 1908 ausgestellt in der Nationalgalerie[9]
- Kühe im sandigen Hohlweg, um 1900, Öl auf Leinwand 58 × 81 cm, Kunstmuseum Ahrenshoop[10]

Weitere Werke befanden sich in Museen in Dresden, Königsberg und Magdeburg.

## Ausstellungsbeteiligungen
Oskar Frenzel war mit seinen Werken regelmäßig auf den bedeutenden deutschen Kunstausstellungen vertreten.
- Berliner Akademie, 1884–1892
- Große Berliner Kunstausstellung 1893–1898, 1903–1915
- Berliner Sezession 1899–1912
- Glaspalast München 1900–1901, 1906–1909, 1912, 1913
- Künstlerhaus Wien 1913, 1914[11]
- Kunstkaten Ahrenshoop: Die Kuhmaler von Ahrenshoop 2016 (Oskar Frenzel und Fritz Grebe)